# Alouatta palliata
La scimmia urlatrice dal mantello (Alouatta palliata Gray, 1849) è un primate platirrino appartenente alla famiglia Atelidae.

## Descrizione

### Dimensioni
Misura fino a 70 cm di lunghezza, più altrettanti di coda, per un peso che raggiunge i 9 kg.

### Aspetto
Si tratta di animali dall'aspetto massiccio, dal pelo uniformemente nero fra il quale spiccano (anche se alcuni individui ne sono sprovvisti) delle setole brune o giallastre. Sui fianchi il pelo è più lungo (da qui il nome comune): la faccia è nera e nuda, con una barba anch'essa nera.

### Dimorfismo sessuale

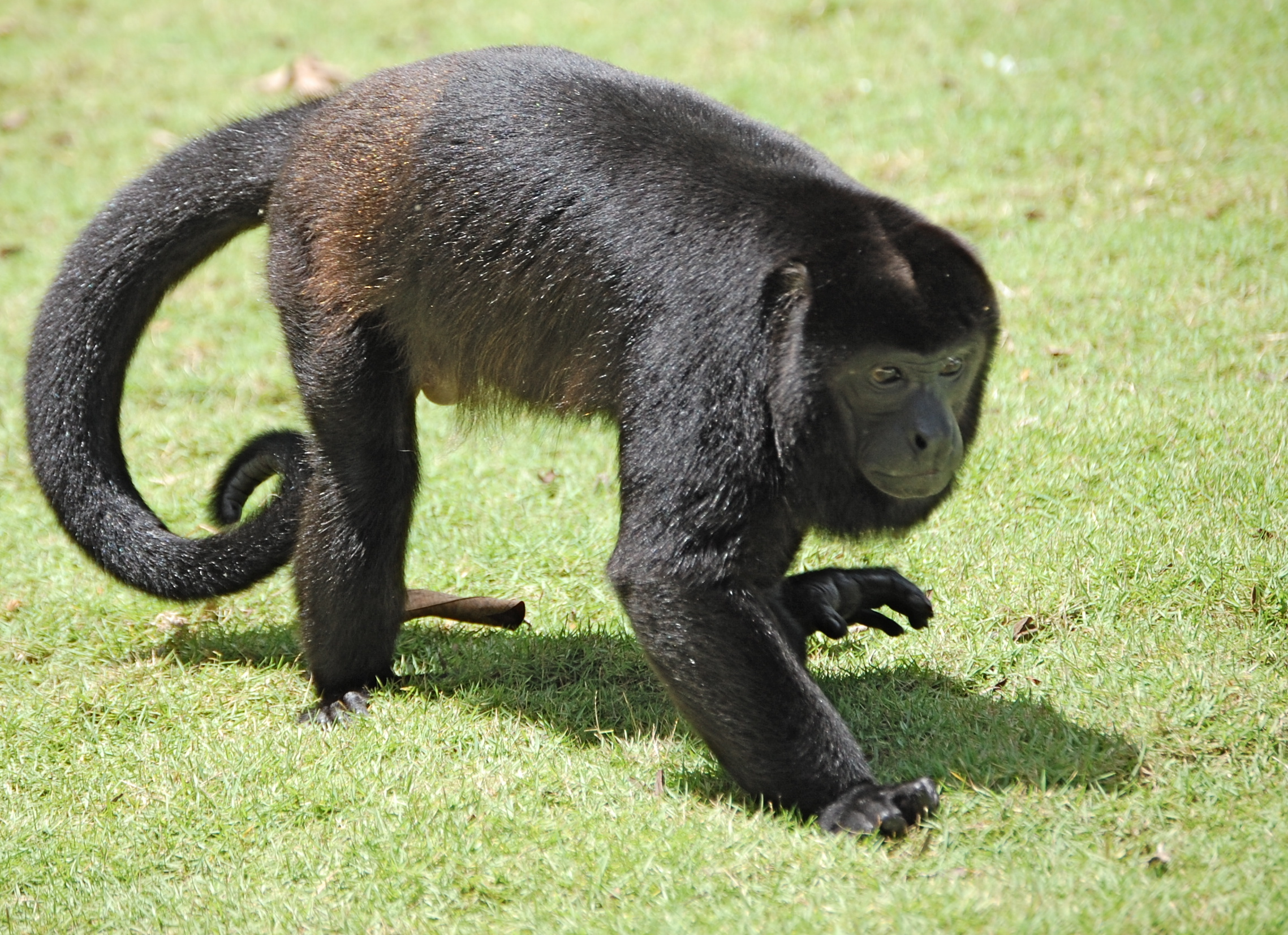
Un maschio in Costa Rica.

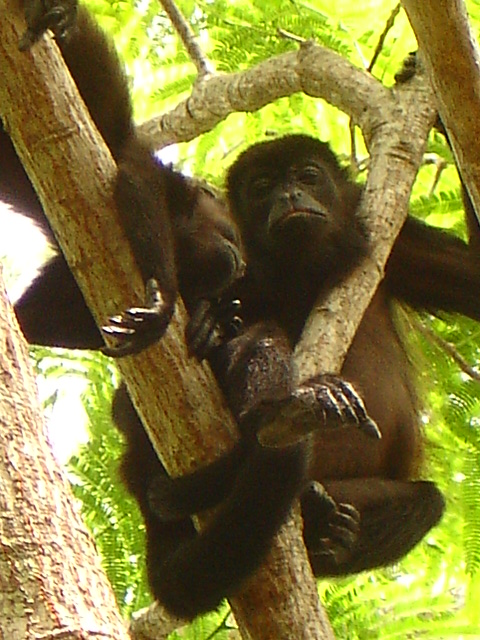
Una femmina in Costa Rica.

I maschi sono solitamente più grandi (peso medio 6–7 kg contro i 4-5 delle femmine) e ben riconoscibili per il loro scroto bianco: hanno inoltre una barba più lunga.

## Biologia
In generale, questi animali hanno uno stile di vita molto pacato e lento, incentrato sulla ricerca di cibo. Rispetto alle femmine, i maschi tendono a saltare di più durante i loro movimenti fra i rami, mentre le femmine sono più arrampicatrici. Vivono in gruppi che contano all'incirca quindici individui, con almeno tre femmine per ogni maschio presente, fra i quali vige una rigida gerarchia lineare che dimostra una complessa rete di interazioni fra i vari membri: ad esempio, durante il grooming il ricevente è sempre un individuo subordinato, mentre il datore è l'individuo dominante nella scala gerarchica.
Una volta entrate in un gruppo, le femmine tendono a non allontanarsene più, mentre i maschi possono allontanarsi qualora il rapporto minimo 1:4 fra maschi e femmine venga meno. I vari gruppi sono posizionati a differenti distanze a seconda della distanza che i suoni emessi dai maschi possono coprire: i caratteristici ruggiti vengono emessi soprattutto all'alba, ma vengono in generale utilizzati ogniqualvolta vi sia una qualsiasi fonte di disturbo diretto per il gruppo.

### Alimentazione
Si nutrono principalmente di foglie, preferendo quelle giovani e tenere, ma non disdegnano altro materiale vegetale come frutta e fiori, a seconda della disponibilità stagionale di cibo: durante la stagione secca, infatti, mangiano praticamente solo foglie, mentre durante la stagione delle foglie non è raro osservarle mentre sono intente a mangiare frutta matura. Ogni giorno deve mangiare una quantità di cibo pari al 15% del proprio peso.
La dieta è piuttosto selettiva (34 specie di piante in 21 famiglie): le specie di cui l'animale decide di nutrirsi devono passare un severo esame in cui viene presa in considerazione la digeribilità, la quantità di nutrienti, il sapore (dovuto principalmente alla presenza di tannino) in base a criteri individuali.
La dieta folivora da un lato si rivela vantaggiosa poiché nel Nuovo Continente le scimmie urlatrici sono fra i pochissimi animali arboricoli che hanno occupato questa nicchia: d'altro canto, però, una dieta a base di foglie è assai povera di nutrienti, sicché questi animali sono costretti a mangiare quasi continuamente ed a tenere un regime di vita piuttosto lento.

### Riproduzione
Le femmine hanno un ciclo estrale di circa due settimane: la fase d'estro si traduce in un cambiamento di colore (da bianco a rosa) delle piccole labbra, ad indicare la ricettività sessuale. La femmina si accoppia con numerosi maschi, i quali a loro volta si accoppiano con numerose femmine. Prima dell'accoppiamento avviene una particolare sequenza, in cui la femmina si pone a circa un metro di distanza dal maschio ed inizia una serie di movimenti ritmici della lingua, ai quali quest'ultimo risponde con movimenti simili: a questo punto la femmina si gira e si mette in posizione copulatoria. L'accoppiamento dura un minuto in tutto: dopo l'eiaculazione, i due partner si siedono a poca distanza e rimangono immobili per qualche minuto, per poi allontanarsi. La gestazione dura circa 6 mesi: viene solitamente partorito un unico cucciolo, il quale appena nato è di colore argentato. La femmina, dopo il parto, si accoppierà nuovamente dopo 22 mesi, anche se il tempo può diminuire qualora il cucciolo muoia prima del quarto mese di vita.
La maturità sessuale viene raggiunta attorno ai tre anni dalle femmine, sei mesi dopo dai maschi: i giovani maschi possono provare ad accoppiarsi già appena dopo raggiunta la maturità, ma i loro tentativi raramente hanno successo prima che essi riescano a raggiungere una posizione all'interno di un gruppo, il che avviene attorno ai 6 anni d'età.
Ambedue i sessi (il 76% dei maschi ed il 96% delle femmine) si allontanano dal gruppo in cui sono nati non appena possono rendersi indipendenti: i maschi hanno un regime di vita solitario per almeno 4 anni, fino a che non possono sfidare con successo un maschio dominante, anche se spesso i giovani maschi si riuniscono in gruppi. Le femmine invece non passano più di un anno in solitudine, ma spesso entrano in un gruppo accoppiandosi col maschio dominante e non si spostano più.

### Speranza di vita
I maschi vivono attorno ai sette anni, mentre le femmine sono più longeve e raggiungono gli 11-12 anni d'età.

## Distribuzione
Con tre sottospecie (Alouatta palliata aequatorialis, Alouatta palliata mexicana, Alouatta palliata palliata) abita la maggior parte degli habitat forestali fino ai 2500 m d'altitudine dell'area compresa fra il Messico meridionale (stati di Veracruz, Campeche, Oaxaca, Chiapas e Tabasco) e l'Ecuador occidentale.
Le recenti analisi del DNA mitocondriale della congenere Alouatta coibensis hanno dimostrato che quest'ultima è considerabile una sottospecie di A. palliata piuttosto che una specie a sé stante: se questa scoperta venisse accettata dalla comunità scientifica, la sottospecie A. coibensis coibensis diverrebbe A. palliata coibensis, mentre la sottospecie A. coibensis trabeata diverrebbe A. palliata trabeata, portando così il numero di sottospecie da tre a cinque.